# 东街街道 (长治市)
东街街道，是中华人民共和国山西省长治市潞州区下辖的一个乡镇级行政单位。

## 行政区划
截至2021年，东街街道下辖8个社区、1个行政村及1个集体资产社区：
和平社区、东关社区、下东社区、城隍庙社区、长兴社区、正东社区、安康社区、东方社区、北石槽村和新民集体资产社区。